# Pedro Gonçalves
Pedro António Pereira Gonçalves (* 28. Juni 1998 in Chaves), auch bekannt als Pote, ist ein portugiesischer Fußballspieler, der seit August 2020 beim Erstligisten Sporting Lissabon unter Vertrag steht. Der Mittelfeldspieler ist portugiesischer Nationalspieler.

## Karriere

### Verein
Der im nordportugiesischen Chaves geborene Pedro Gonçalves begann seine fußballerische Ausbildung beim Vidago FC und wechselte im Jahr 2008 bei der GD Chaves. Von 2010 bis 2015 spielte er in der Jugend von Sporting Braga und anschließend für den spanischen Verein FC Valencia.
Zur Saison 2017/18 wechselte Gonçalves zum englischen Verein Wolverhampton Wanderers, bei dem er einen Zweijahresvertrag mit Option auf ein weiteres Jahr unterzeichnete und der U23-Mannschaft zugewiesen wurde. In seiner ersten Saison galt er bei der U23 als Stammspieler und absolvierte 16 Ligaspiele in der Premier League 2, in denen er vier Tore erzielte. Sein Debüt in der ersten Mannschaft bestritt er am 28. August 2018 beim 2:0-Pokalsieg gegen Sheffield Wednesday. Dies war sein einziger Einsatz für die erste Mannschaft in dieser Spielzeit 2018/19. In der Reserve kam er in 19 Ligaspielen zum Einsatz, in denen er erneut vier Treffer erzielte.
Zur Saison 2019/20 wechselte Pedro Gonçalves ablösefrei zum portugiesischen Erstliga-Aufsteiger FC Famalicão, wo er einen Fünfjahresvertrag unterzeichnete. Sein Debüt bestritt er am 3. August 2019 bei der 0:2-Pokalniederlage gegen den SC Covilhã. Sein Ligadebüt gab er am 10. August 2019 (1. Spieltag) beim 2:0-Auswärtssieg gegen den CD Santa Clara. Sein erstes Ligator erzielte er am 14. September (5. Spieltag) beim 4:2-Heimsieg gegen den FC Paços de Ferreira. Bei den Famalicenses etablierte er sich rasch als Stammspieler im Mittelfeld und trug wesentlich zum starken Saisonstart der Mannschaft bei, welches sich bis zum achten Spieltag im ersten Tabellenrang widerspiegelte. Die Mannschaft hielt sich in den nächsten Monaten nicht auf den ersten Tabellenplätzen und Gonçalves im Januar 2020 führte er die Mannschaft erstmals als Kapitän auf den Platz. Insgesamt gelangen ihm in dieser Spielzeit in 33 Ligaeinsätzen fünf Tore und sechs Vorlagen, womit er zu den Entdeckungen der Spielzeit gehörte.
Am 18. August 2020 wechselte Gonçalves zum Ligakonkurrenten Sporting Lissabon, bei dem er einen Fünfjahresvertrag unterzeichnete. Sein Debüt gab er am 1. Oktober 2020 bei der 1:4-Heimniederlage gegen den LASK in der Qualifikation zur UEFA Europa League. Trotz dieser Demontage des österreichischen Vereins, der das Fernbleiben aus dem internationalen Wettbewerb bedeutete, gelang ein herausragender Start in die Ligameisterschaft 2020/21. Am 24. Oktober (5. Spieltag) erzielte Gonçalves seine ersten beiden Saisontore und bescherte den Hauptstädtern damit einen 2:1-Auswärtssieg gegen den CD Santa Clara. In den nächsten fünf Ligaspielen netzte er acht Mal ein, womit der offensive Mittelfeldspieler bereits nach neun Spieltagen eine zweistellige Torausbeute aufwies und so bereits früh eine Rolle als unumstrittene Stammkraft einnahm. Am 23. Januar 2021 gewann er mit Sporting das Endspiel der Taça da Liga gegen Sporting Braga mit 1:0. Der Mannschaft von Cheftrainer Rúben Amorim gelang es die starke Form über die gesamte Spielzeit hinweg zu konservieren und dadurch die erste portugiesische Meisterschaft seit der Saison 2001/02 einzufahren. Am letzten Spieltag gelang Gonçalves beim 5:1-Heimsieg gegen Marítimo Funchal ein Hattrick. Mit 23 Ligatoren in 32 Ligaeinsätzen sicherte er sich die Torjägerkrone und wurde damit zum ersten Portugiesen seit Domingos Paciência in der Saison 1995/96, der die Torschützenliste alleine anführte.

### Nationalmannschaft
Gonçalves absolvierte zunächst zwei Spiele für die portugiesische U18-Nationalmannschaft, ehe er im März 2018 zweimal für die U20-Nationalmannschaft auflief. Im September 2020 debütierte er in der U21-Auswahl, mit der er an der U21-Europameisterschaft 2021 teilnahm. Bei der Vorrunde im März 2021 absolvierte er alle drei Spiele.
Die Zwischenrunde verpasste Gonçalves dann aufgrund seiner erstmaligen Nominierung für die A-Nationalmannschaft. Ohne zuvor ein A-Länderspiel absolviert zu haben, nominierte ihn Nationaltrainer Fernando Santos in den portugiesischen Kader für die Europameisterschaft 2021. Am 4. Juni 2021 kam Gonçalves daraufhin in einem torlosen Vorbereitungsspiel gegen Spanien zu seinem Länderspieldebüt. Beim anschließenden Turnier blieb er jedoch ohne Einsatz.

## Titel und Erfolge
Nationalmannschaft
- UEFA-Nations-League-Sieger: 2025

Sporting Lissabon
- Primeira Liga: 2020/21, 2023/24, 2024/25
- Taça da Liga: 2020/21
- Taça de Portugal: 2024/25

Individuelle Auszeichnungen
- Torschützenkönig der Primeira Liga: 2020/21
- Primeira Liga Team of the Year: 2020/21